# Johannes-von-Tepl-Denkmal

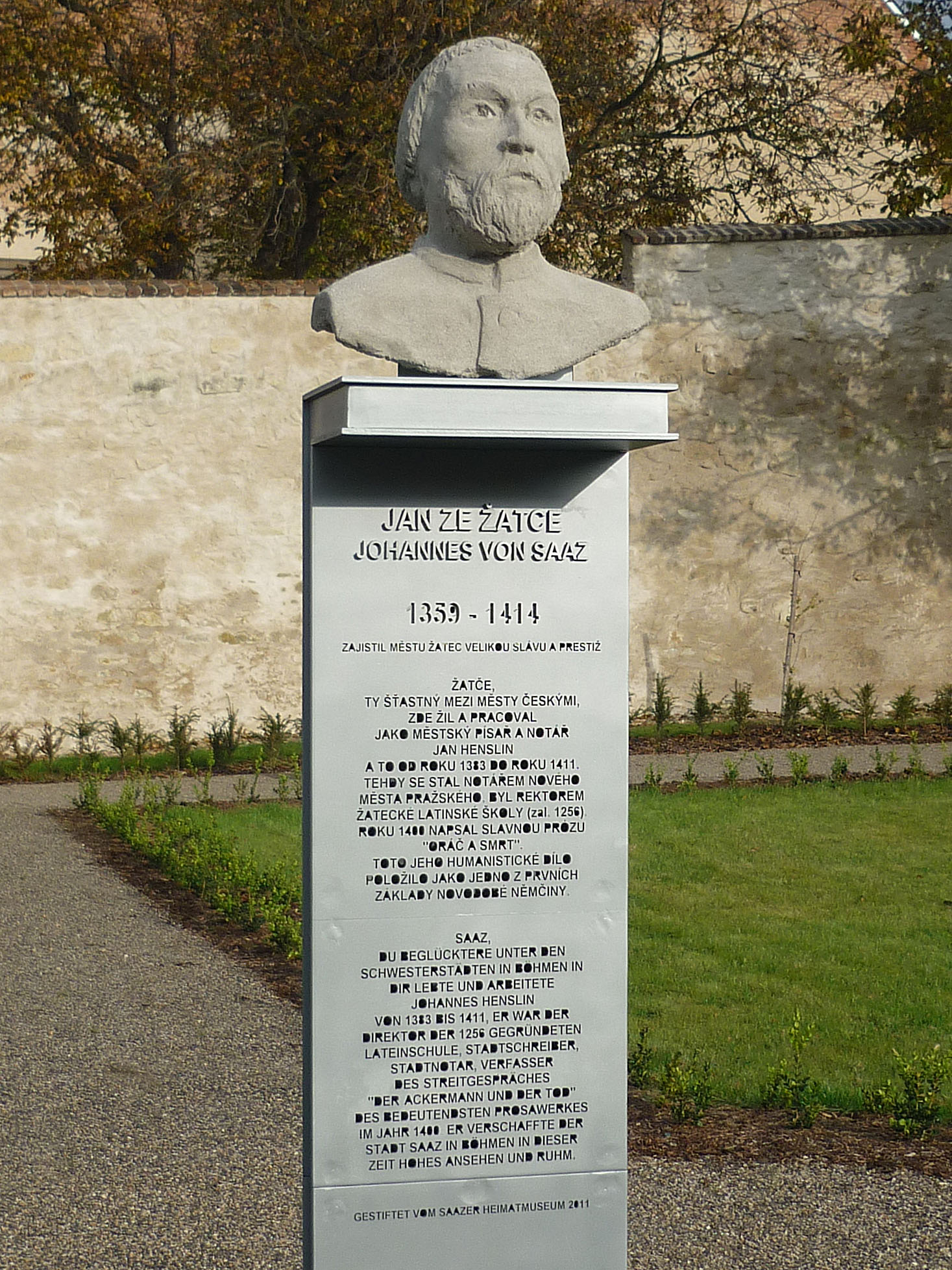
Johannes von Saaz-Denkmal

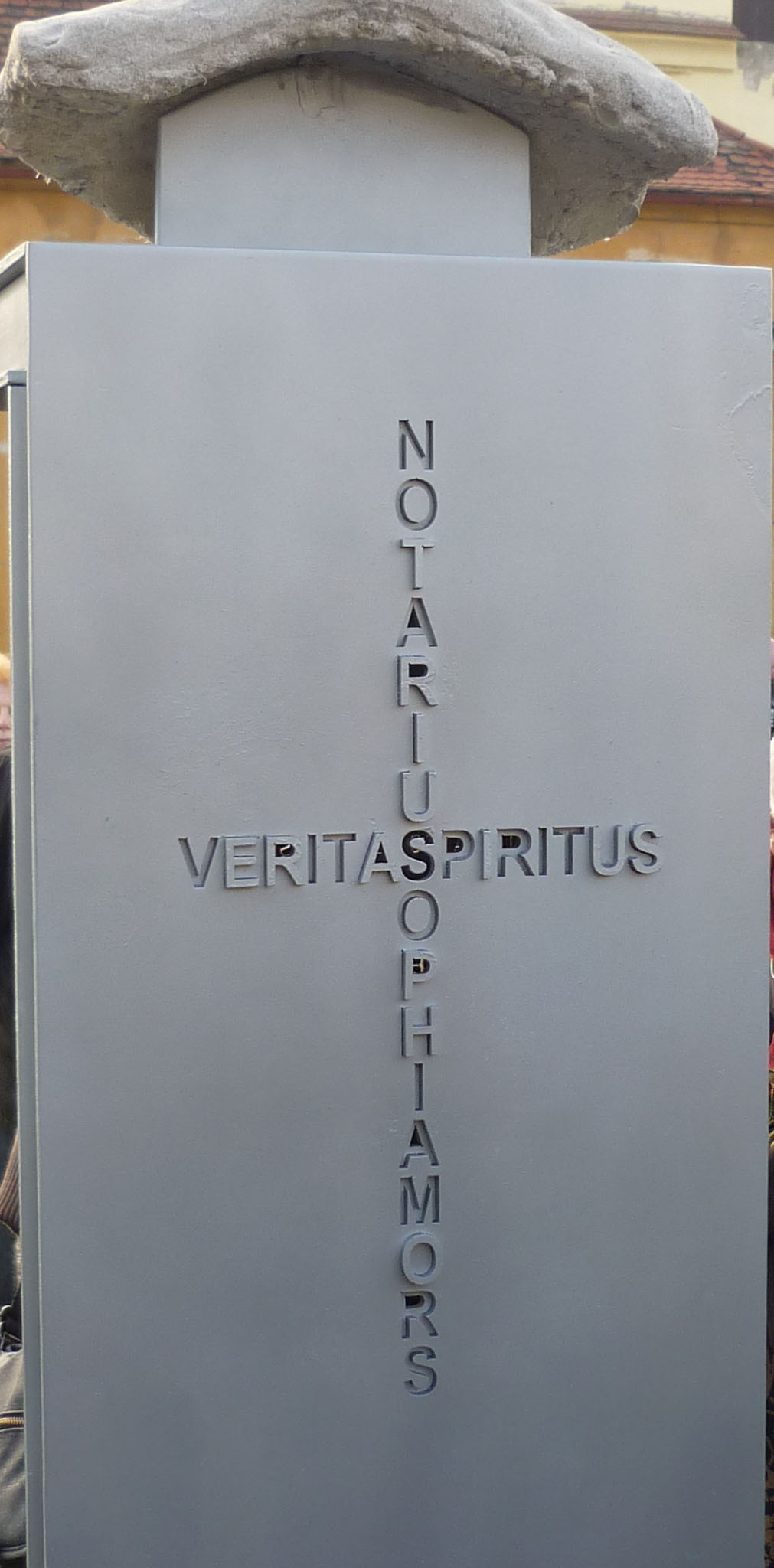
Rückseite

Das Johannes von Tepl-Denkmal (auch Johannes-von-Saaz-Büste) steht im Klostergarten in Žatec (dt. Saaz), dem ehemaligen Garten des Kapuzinerklosters der Stadt. 

## Geschichte
Das Denkmal ist dem deutschen Dichter, Stadtschreiber und Notar Johannes von Tepl (* um 1350 in Schüttwa, Westböhmen; † 1414 in Prag) gewidmet. Es wurde vom Saazer Heimatmuseum gestiftet und im Oktober 2011 eingeweiht. Die Büste wurde vom Bildhauer Urs Koller aus Rohrschach/Schweiz angefertigt.

## Inschriften
Auf der Vorderseite ist in Tschechisch und Deutsch zu lesen: 
Jan ze Žatce – Johannes von Saaz, 1359 – 1414
Saaz – Du beglücktere unter den Schwesterstädten in Böhmen, in Dir lebte und arbeitete Johannes Henslin von 1383 bis 1411. Er war der Direktor der 1256 gegründeten Lateinschule, Stadtschreiber, Stadtnotar, Verfasser des Streitgesprächs „Der Ackermann und der Tod“, des bedeutendsten Prosawerkes im Jahr 1400. Er verschaffte der Stadt Saaz in Böhmen in dieser Zeit hohes Ansehen und Ruhm.
Gestiftet vom Saazer Heimatmuseum 2011
Auf der Rückseite befindet sich in Form eines lateinischen Kreuzes die Inschrift:
NOTARIUS-VERITAS-SPIRITUS-SOPHIA-MORS
(Notar, Wahrheit, Geist, Weisheit, Tod)